# Пантер, Энн
Мишель Энн Пантер (англ. Michelle Ann Panter; род. 28 января 1984 года в Кеттеринге) — британская спортсменка, специализируется в хоккее на траве, защитница клуба «Лестер»; бронзовый призёр летних Олимпийских игр 2012 в составе сборной Великобритании и серебряный призёр Трофея чемпионов-2012. На международных турнирах представляет Англию, в её составе — бронзовый призёр чемпионатов Европы 2003, 2007 и 2011 годов.

## Спортивная карьера
Начала играть в хоккей в школе благодаря совету учителя физкультуры, начинала карьеру в «Кеттеринге» в возрасте 16 лет. Выступает за клуб «Лестер» в чемпионате Англии. За национальные сборные играет с 2002 года. В составе сборной Великобритании — бронзовый призёр Олимпийских игр 2012 года и серебряный призёр Трофея чемпионов в Росарио 2012 года. В составе сборной Англии — бронзовый призёр трёх чемпионатов Европы.

## Личная жизнь
Окончила университет Ноттингема, изучала там математику и экономику. Болельщица регбийного клуба «Нортгемптон Сэйнтс».